# Färöischer Fußballpokal 1963
Der Färöische Fußballpokal 1963 wurde zum neunten Mal ausgespielt. Im Endspiel, welches im Gundadalur-Stadion in Tórshavn auf Kunstrasen ausgetragen wurde, siegte Titelverteidiger HB Tórshavn mit 7:1 gegen B36 Tórshavn und konnte den Pokal somit zum fünften Mal gewinnen.
HB Tórshavn und B36 Tórshavn belegten in der Meisterschaft die Plätze eins und drei, dadurch erreichte HB Tórshavn das Double.

## Teilnehmer
Teilnahmeberechtigt waren folgende drei Mannschaften der Meistaradeildin:
| Meistaradeildin                      |
| B36 Tórshavn HB Tórshavn TB Tvøroyri |

## Modus
Für den Pokal waren alle Erstligisten zugelassen, KÍ Klaksvík nahm jedoch nicht teil. Alle Runden wurden im K.-o.-System ausgetragen.

## Qualifikationsrunde
|              | Ergebnis |             |
| ------------ | -------- | ----------- |
| B36 Tórshavn | 3:2      | TB Tvøroyri |

## Finale
| Paarung  | HB Tórshavn – B36 Tórshavn |
| Ergebnis | 7:1                        |
| Stadion  | Gundadalur, Tórshavn       |
| Tore     | ?                          |